# Бутенин, Семён Иванович
Семён Иванович Бутенин (1914—1973) — старший сержант Советской Армии, участник Великой Отечественной войны, Герой Советского Союза (1943).

## Биография
Родился 25 апреля 1914 года[календарный стиль?] в селе Новое в семье крестьянина, русский. Окончил четыре класса школы, после чего работал на московской текстильной фабрике «Красное Знамя» грузчиком.
В июле 1941 года был призван на службу в Красную Армию. С того же года — на фронтах Великой Отечественной войны. К августу 1942 года старший сержант Семён Бутенин был механиком-водителем танка 5-го отдельного танкового батальона 33-й армии Западного фронта. Отличился во время боёв в Смоленской области. Был трижды ранен.
20 августа 1942 года в ходе боя за деревню Горки (ныне в Тёмкинском районе Смоленской области) управляемый Бутениным танк раздавил два пулемётных расчёта противника, после чего был подожжён попаданием из противотанкового ружья, командир танка погиб. Бутенин сумел потушить пожар и снова вступил в бой, сумев прорваться к деревне. Там его танк был вторично подожжён, попыткам его потушить помешало появление вражеской пехоты. Бутенин вернулся в танк, гранатой уничтожил нескольких пехотинцев, направил горящую машину на противотанковое орудие противника и раздавил его. Выбравшись из грозящего взорваться танка, получил два ранения, но сумел ползком добраться до позиций советских подразделений и был отправлен в госпиталь. Его действия способствовали успешному освобождению Горок.
Указом Президиума Верховного Совета СССР «О присвоении звания Героя Советского Союза начальствующему и рядовому составу Красной Армии» от 31 марта 1943 года «за образцовое выполнение боевых заданий командования на фронте борьбы с немецкими захватчиками и проявленные при этом отвагу и геройство» старший сержант Семён Иванович Бутенин был удостоен звания Героя Советского Союза с вручением ордена Ленина и медали «Золотая Звезда» за номером 828.
После лечения и переподготовки (весной 1943 года был направление в 1-е Ульяновске таковое училище) вернулся на фронт летом 1943 года и воевал до победы над Германией. Был пятый раз ранен в декабре 1943 года. За участие в Белорусской операции в 1944 году награждён орденом Красной Звезды. Член ВКП(б) с 1944 года. Весной 1945 года командовал танком «Черчилль» 139-го танкового полка 63-й механизированной бригады, награждён медалью «За отвагу» за эвакуацию раненого командира полка во время боя 3 марта у деревни Островитте (на территории Быдгощского воеводства послевоенной Польши). В том же году награждён орденом Отечественной войны 2-й степени за отличие в боях на левом берегу Одера на подступах к Берлину.
В 1946 году демобилизовался в звании старшины. Проживал в Рязани, работал слесарем-инструментальщиком на Рязанской автобазе Московского территориального транспортного управления. Умер 10 августа 1973 года, похоронен на рязанском Скорбященском кладбище.
Следопытами московской школы № 1115 на месте героического боя была найдена башня танка Т-26. Она установлена на постамент во дворе школы как «башня танка на котором воевал Бутенин». Однако позднее было установлено, что это башня танка, принадлежавшего другой части Красной Армии.

## Награды
- Звание Героя Советского Союза, орден Ленина и медаль «Золотая звезда» (31.03.1943).
- Орден Отечественной войны 2-й степени (27.05.1945).
- Орден Красной Звезды (28.06.1944).
- Медаль «За отвагу» (02.04.1945) и другие медали[1].

## Комментарии
1. 1 2  Ныне — Раменский район Московской области, Россия.
2. ↑  Модель танка, на котором воевал Бутенин в этот период, достоверно неизвестна. Его батальон имел на вооружении полученные по ленд-лизу британские танки «Матильда» и «Валентайн», а также советские Т-60. Указание в наградном листе Т-26 ошибочно[1].